# 祈山愛
祈山 愛（きやま あい、1993年7月24日 - ）は、日本のAV女優。New Actor Experience（NAXプロモーション）所属。

## 略歴
2019年に「綾瀬さくら」名義でAVデビュー。
三代目・葵マリーは2020年代における「喉ボコイラマ女優」の代表格であると述べている。2025年の『Mドラッグ 女体肉便器 祈山愛』（ドグマ）でSM初挑戦。

## 人物
- 趣味：猫と過ごす
- 特技：水泳

## アダルトDVD
- 逸材！！早漏ドM体質！変態M女塾講師AVデビュー 綾瀬さくら（2月25日、本中）

- バーチャル寝取られ痰唾吐き顔面舐めレズ（5月19日、ゆりえっち/妄想族）

- SEX FRIEND 愛沢あかり（12月27日、虎丸/フェッチ）

- ベロ腹擦り付け美鼻舐めレズ（7月19日、ゑびすさん/妄想族）
- 濃厚粘膜接触 唾液糸引きレズキス（6月21日、ゑびすさん/妄想族）
- 膨張した勃起乳首を舐め合うレズ（6月7日、ゑびすさん/妄想族）

- ヨダレと汁に溺れたい。 女性のヨダレと潮とマン汁にまみれて 汁好きレズビアン 竹内夏希 春原未来 愛沢あかり 星空もあ（5月9日、ビビアン）

- 家事代行お姉さんのケツが誘っているようにしか見えないから拡張無しの即アナルFUCKで肛門の気持ち良さを叩きこんでやった（1月25日、ナチュラルハイ）
- 新章 息子と主人を守るため本日2穴示談してきます…寝取らせ性癖の旦那を思って勝手に示談した本物ガチ素人妻さん 専業主婦・愛沢あかり（仮名）パッチワーク臨時講師32歳 寝取らせアナル示談（2月20日、山と空/妄想族）
- セレブ妻 アナル姦通 2穴ファック！浣腸！尻穴調教！（3月20日、AEGEAN）
- キモ男ヲタ復讐動画 ウルイ編-愛の食物連鎖-(6月27日、玉屋レーベル)

## 出演

### 舞台
- GIGAスーパーヒロインライブVol.19（2024年7月6日、from scratch） - レイジャーピンク/オーロラ 役[2]